# True Romance

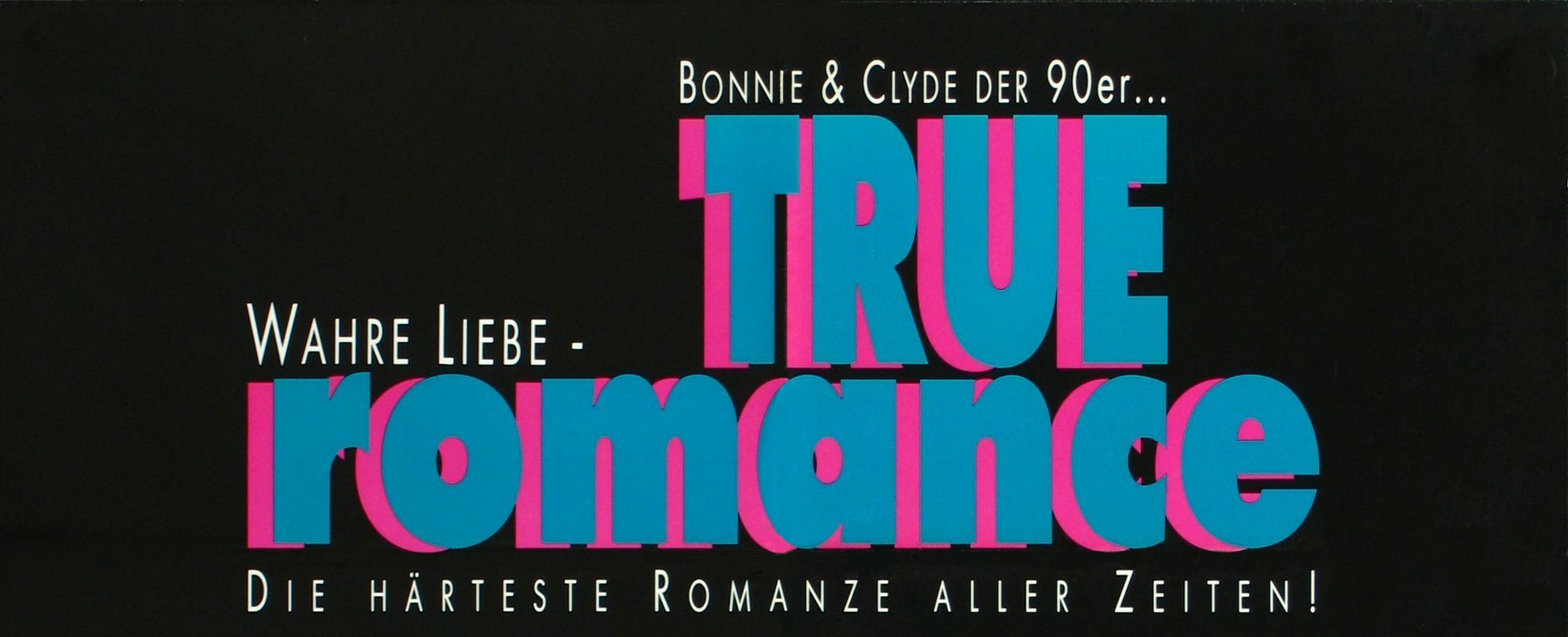
Offizielles Logo des Films True Romance

True Romance (Alternativtitel: True Romance – Wahre Liebe) ist ein US-amerikanischer Film von Tony Scott aus dem Jahr 1993. Der Film entstand aus dem ersten Drehbuch von Quentin Tarantino und handelt von dem frisch verheirateten jungen Paar Clarence und Alabama, das per Zufall einen Koffer mit Kokain erbeutet und es verkaufen möchte. Dabei werden sie sowohl von der Polizei als auch von der Mafia verfolgt.

## Handlung
Clarence und Alabama treffen sich vermeintlich zufällig in einem Detroiter Kino bei einer Sonny-Chiba-Dreifachvorstellung. Es scheint sofort Liebe auf den ersten Blick zu sein, und beide haben die gleichen Interessen: Kung-Fu-Filme, Comics und Elvis. Sie verbringen eine heiße Liebesnacht miteinander, und alles scheint perfekt zu sein. Anschließend gibt sich Alabama jedoch als Callgirl zu erkennen. Sie war als „Geburtstagsgeschenk“ von Clarences Chef engagiert worden und hatte ihre Interessen nur vorgetäuscht. Gleichzeitig aber bekräftigt sie, dass ihre Gefühle für Clarence nicht gespielt waren.
Kurze Zeit später sind die beiden bereits verheiratet, und Clarence erfährt etwas über Alabamas Zuhälter Drexl, der zu Gewalttätigkeiten gegenüber seinen Prostituierten neigt. Nach einem imaginären Gespräch mit seinem Helden Elvis beschließt Clarence, Drexl zu töten. Er lässt sich von Alabama Drexls Adresse unter dem Vorwand geben, ihre Sachen abholen zu wollen. Dort kommt es zum Kampf, in dessen Verlauf Clarence Drexl und dessen Handlanger Marty tötet. Er lässt sich einen Koffer mit Alabamas Sachen geben und verschwindet, vergisst in der Hektik allerdings seinen Führerschein bei den beiden Leichen. Zu Hause muss das Ehepaar feststellen, dass der Koffer voller Kokain ist.
Sie beschließen, den Stoff in Los Angeles (L. A.) zu verkaufen. Vorher besuchen sie Clarences Vater, der als Ex-Polizist über seine alten Kontakte herausfinden soll, ob die beiden gesucht werden. Seine Recherche ergibt, dass die Polizei den Mord nicht mit Clarence in Verbindung bringt; das Ehepaar fühlt sich also sicher. Nun taucht die Mafia bei Clarences Vater auf, die den beiden mit Hilfe des verlorenen Führerscheins auf die Schliche gekommen ist und das gestohlene Kokain zurückhaben will. Der Vater verschweigt den Aufenthaltsort seines Sohnes und seiner Schwiegertochter. Um nicht weiter gefoltert zu werden, provoziert und verhöhnt er im Verhör den Don, welcher ihn daraufhin erschießt. Die Mafia findet jedoch die Adresse, unter der Clarence in L. A. zu erreichen ist, am Kühlschrank des Wohnwagens.
Inzwischen sind Clarence und Alabama in L. A. angekommen und haben sich mit Clarences altem Schulfreund Dick Ritchie getroffen, der mit dem notorischen Kiffer Floyd zusammen wohnt. Sie beschließen, das Kokain an den bekannten Filmproduzenten Lee Donowitz zu verkaufen, und brechen zu einem Treffen mit dessen Unterhändler Elliot auf. Dieser telefoniert mit Donowitz, der alle Beteiligten zu einem Treffen in seinem Hotelzimmer zwei Tage später bestellt.
Während dieser Vorverhandlungen taucht Virgil, ein Killer der Mafia, in Dicks Apartment auf und erfährt von Floyd, in welchem Hotel Clarence und Alabama abgestiegen sind. Dort lauert er der alleine heimkommenden Alabama auf und richtet sie übel zu, bevor es ihr mit viel Glück gelingt, den Gangster mit seiner eigenen Waffe zu töten. Als Clarence, der kurz Essen holen war, das Hotelzimmer betritt, findet er seine Frau vor, die den toten Killer immer noch mit einer Schrotflinte traktiert. Hals über Kopf ergreifen die beiden die Flucht.
Parallel dazu wird Elliot von der Polizei beim Rasen erwischt. Dummerweise hat er eines der vielen Päckchen Kokain dabei, die er Donowitz bringen soll. Daraufhin wird Elliot verhaftet. Nachdem ihn die Polizisten verhört haben, erklärt er sich bereit, der Polizei die ganze Bande (Clarence, Alabama und seinen Chef Lee Donowitz) in die Hände zu spielen.
Im Hotelzimmer von Donowitz kommt es dann zum großen Showdown (Mexican standoff) zwischen Polizei, Mafia und Lee Donowitz’ Leibwächtern. Clarence wird während der Schießerei schwer an einem Auge verletzt, er überlebt aber und schafft es, mit Alabama und dem Geld zu fliehen. In der Schlusseinstellung sieht man die beiden mit ihrem Sohn Elvis am Strand spielen.

## Synchronisation
Der Film wurde bei der Legard Synchron unter der Dialogregie von Michael Richter vertont.
| Rolle                  | Schauspieler       | Synchronsprecher      |
| ---------------------- | ------------------ | --------------------- |
| Clarence Worley        | Christian Slater   | Sven Hasper           |
| Alabama Whitman        | Patricia Arquette  | Ulrike Stürzbecher    |
| Clifford Worley        | Dennis Hopper      | Christian Brückner    |
| Elvis                  | Val Kilmer         | Manfred Lehmann       |
| Drexl Spivey           | Gary Oldman        | Thomas Petruo         |
| Floyd                  | Brad Pitt          | Bernd Vollbrecht      |
| Vincenzo Coccotti      | Christopher Walken | Lutz Riedel           |
| Big Don                | Samuel L. Jackson  | Ronald Nitschke       |
| Lee Donowitz           | Saul Rubinek       | Hans-Werner Bussinger |
| Virgil                 | James Gandolfini   | Frank-Otto Schenk     |
| Elliot Blitzer         | Bronson Pinchot    | Peter Flechtner       |
| Cody Nicholson         | Tom Sizemore       | Ingo Albrecht         |
| Dick Ritchie           | Michael Rapaport   | Stefan Fredrich       |
| Nicky Dimes            | Chris Penn         | Detlef Bierstedt      |
| Lucy                   | Anna Levine        | Franziska Pigulla     |
| Mary Louise Ravencroft | Conchata Ferrell   | Gisela Fritsch        |
| Police Captain Quiggle | Ed Lauter          | Lothar Hinze          |

## Rezeption

### Kritiken
True Romance erhielt auf Rotten Tomatoes von 93 % der Kritiker ein positives Urteil, wobei über 100.000 Rezensionen verfasst wurden. Der zusammengefasste Konsens lautet: „Angetrieben von Quentin Tarantinos cleverem Drehbuch und einer Vielzahl komischer Auftritte ist Tony Scotts True Romance eine witzige und brutale Action-Spritztour im besten Sinne.“ Metacritic ermittelte einen Metascore von 57 von 100 basierend auf 18 Kritiken.
Das Lexikon des internationalen Films beschrieb den Film als eine „mit märchenhaftem Ausgang versehene Zustandsbeschreibung einer desillusionierten ‚Fast-Food‘-Generation, die von der Liebe bis zum Sterben alles möglichst schnell erleben will und dabei selbst an der alltäglichen Gewaltspirale dreht“. Kritisiert wurde die „oberflächliche Regie“, welche „viel von der vom Drehbuch vorgegebenen Kompromisslosigkeit“ verschenke, was auch einige „schauspielerische Kabinettstückchen“ nicht wettmachen könnten. Auch in der Washington Post werden insbesondere die Gewaltdarstellungen im Film kritisiert und dieser als blutiges Durcheinander bezeichnet.
Die Filmzeitschrift Cinema vergab eine Wertung von 100 % und resümierte: „Hart, sexy, brutal: ein Thrillermeisterstück.“ Frank-Michael Helmke nannte den Film auf filmszene.de eine „Hochglanz-polierte Comic-Version von Pulp Fiction“, er sei ein Film „mit einem hoffnungslos romantischen Märchen als Grundgeschichte, überlagert mit einem hemmungslos gewalttätigen Crime-Plot, der sich selbst zu keinem Zeitpunkt so richtig ernst nimmt und daher für manch lautstarken Brüller gut ist.“ Auf kino.de wurde True Romance als einer der „kompromißlosen Höhepunkte des Filmjahres“ bezeichnet, er sei eine „schmissige, blutgetränkte Road-Movie-Komödie voller großartiger Szenen, in denen eine ganze Riege von Stars glänzen darf“. Caryn James von der The New York Times sieht in dem Film eine popkulturell neue Definition von Gewalt und Moral. Peter Travers vom Rolling Stone ist besonders von der Sprache des Films beeindruckt und hätte es besser gefunden, wenn Drehbuchautor Tarantino auch die Regie übernommen hätte. Auch die Rezeption im Spiegel meint, dass Regisseur Scott mit seinen schönen Werbebildern Tarantinos Geschichte der wahren Liebe in Dreck und Düsternis völlig falsch verstanden hat, diese aber durch die guten schauspielerischen Leistungen trotzdem noch gerettet wird.

### Einspielergebnis
Der Film spielte in seinem Erscheinungsjahr 1993 ca. 12,2 Millionen US-Dollar ein und landete damit im Jahresranking der Vereinigten Staaten auf Platz 98. In Deutschland kam der Film am 27. Januar 1994 in die Kinos, erreichte ca. 98.000 Besucher und konnte sich damit nicht unter den 100 erfolgreichsten Filmen des Jahres platzieren. Auch wenn der Film kein kommerzieller Erfolg an den Kinokassen war, avancierte er, insbesondere nach dem späteren Erfolg des Drehbuchautors Tarantino als Regisseur, zu einem Kultfilm bei den Liebhabern dieses Filmgenres.

## Hintergrund
- Im Originaldrehbuch und in der ursprünglichen Kinofassung stirbt Clarence während der Schießerei in Lees Hotelzimmer. Dieses alternative Ende ist auf der Special-Edition-DVD mit dem Unrated Director’s Cut enthalten.[16] Tarantino plante, die Figur Alabamas in Verbindung mit Mr. White aus Reservoir Dogs wieder aufzugreifen. Joe erkundigt sich bei Mr. White in einer Szene nach Alabama. Der Film ist allerdings nur noch in der geschnittenen Fassung mit glücklichem Ende erhältlich.
- Bei dem Film, den sich Alabama und Clarence nach ihrer Hochzeit ansehen, handelt es sich um A Better Tomorrow II von John Woo,[17] der im finalen Showdown stilistisch zitiert wird.
- Tarantino hatte für den Film ursprünglich auch eine nichtlineare Erzählstruktur vorgesehen.[16]
- Die Shootout-Szene gegen Ende des Films wurde, obgleich selbst eine Hommage an John Woo, oft zitiert, etwa in Der Eisbär, Domino oder Basta – Rotwein oder Totsein.
- Hans Zimmers dominante Filmmusik ist stark an Hans Neusidlers Gassenhauer in der Bearbeitung von Gunild Keetman für das Orff-Schulwerk angelehnt. Dieses Stück ist auch in dem Soundtrack zu dem Film Badlands – Zerschossene Träume enthalten, der Quentin Tarantino zu dem Drehbuch zu True Romance anregte.
- Der Drehbuchautor Tarantino wollte eigentlich Joan Cusack und der Regisseur Scott Drew Barrymore für die Rolle der Alabama Withman.
- Tom Sizemore war eigentlich für die Rolle des Killers Virgil vorgesehen. Da er eine Gewaltszene gegen Patricia Arquette nicht übernehmen wollte, schlug er für die Rolle James Gandolfini vor.[18]